# Resan till Kythera
Resan till Kythera (grekiska: Ταξίδι στα Κύθηρα, Taksidi sta Kythera) är en grekisk dramafilm från 1984 regisserad av Theo Angelopoulos.
Filmen vann manuspriset vid filmfestivalen i Cannes.